# Francesco Guccini
Francesco Guccini (italià: Francésco Guccini)  (Mòdena, 14 de juny de 1940) és un músic, escriptor, cantautor i actor italià.
És un dels cantautors més importants d'Itàlia. Va debutar en solitari l'any 1967 amb Folk beat n.1, tot i que el 1959 ja havia escrit cançons de rock i havia actuat amb un grup. Al llarg de més de quaranta anys ha publicat vint àlbums més. Toca la guitarra saxona, que és la base musical de moltes de les seves composicions.
A més a més de compondre cançons per a ell i per altres intèrprets, és escriptor, autor de bandes sonores i de còmics. També ha treballat en lexicologia, lexicografia, glotologia, etimologia, dialectologia, traducció i teatre. Fins a meitat dels anys vuitanta va ensenyar italià al campus de Bolonya del Dickinson College.
Algunes lletres seves han entrat a formar part dels temaris de literatura a les escoles italianes com a exemple de poesia contemporània. A part de l'èxito de crítica, Guccini gaudeix d'una enorme popularitat social, se'l considera un símbol per a tres generacions.